# Tlogowatu
Tlogowatu is een bestuurslaag in het regentschap Klaten van de provincie Midden-Java, Indonesië. Tlogowatu telt 3258 inwoners (volkstelling 2010).